# 14976 Josefčapek
14976 Josefčapek là một tiểu hành tinh vành đai chính với chu kỳ quỹ đạo là 2014.1931237 ngày (5.51 năm).
Nó được phát hiện ngày 27 tháng 9 năm 1997.